# César Régalis
Le César Régalis, bleu Régalis ou Régalis tout court, est un fromage français persillé au lait de brebis des Pyrénées.

## Description
C'est un fromage au lait de brebis, pasteurisé, recouvert d'une cire,. Il est élaboré par le fromager Dominique Bouchait, MOF en 2011,.

## Étymologie
D'après le fabricant, le nom de ce fromage viendrait de l’étymologie de son lieu de fabrication, Montréjeau : Mons Régalis.

## Marque déposée
Le « César Régalis » est une marque déposée à l'INPI en 2014 par la société des Fromagers du Mont Royal.